# أزمة رهائن الصحراء الكبرى عام 2003
تتعلق أزمة رهائن الصحراء الكبرى لعام 2003 بالأحداث التي تحيط باختطاف 32 سائحًا أوروبيًا في مجموعات منفصلة في منطقة الصحراء الكبرى الجزائرية في عام 2003. وقم تم إطلاق سراحهم في مجموعتين: الأولى في الجزائر والأخرى من مالي المجاورة لها، بعد عدة شهور.

## عملية الاختطاف
بين التاسع عشر من فبراير وبدايات أبريل عام 2003، اختفت سبع مجموعات منفصلة متنقلة من السياح الأوروبيين ممن كانوا في سيارات دفع رباعي أو على متن دراجات نارية، منهم 16 ألمانيًا و10 نمساويين و4 سويسريين وهولندي وسويدي، في منطقة تاسيلي ناجر الواردة ضمن قائمة اليونسكو في جنوب شرق الجزائر، معظمهم أثناء السفر عبر «مدق المقبرة» الشهير على مسافة 470 كم بين برج عمر إدريس وإليزي. وفي الثالث عشر من أبريل، أعلنت مصادر من الجيش الجزائري أنه تم اختطاف السياح، إلا أنهم مازالوا أحياء، إلا أن هوية الخاطفين ومطالبهم لم تكن معروفة. وقد تم تقسيم السياح الذين كان عددهم 32 سائحًا إلى مجموعتين. وقد استمرت قوة قوامها 1200 فرد من الجيش الجزائري والشرطة الجزائرية في تمشيط المنطقة باستخدام الجمال وحواجز الطرق وطائرات الهليكوبتر، وقد كانت مدعومة من فريق من الضباط المتخصصين في مكافحة الإرهاب الألمان. وكان أحد السياح السويسريين قد اتصل بأقاربه عبر هاتف أقمار صناعية بعد اختفائه مباشرة، إلا أن الاتصال انقطع في وسط الحديث. وقد أصيب العديد من المعلقين بالدهشة حيال كيف يمكن ألا تتم ملاحظة الترتيبات التي تجري لإجراء عملية اختطاف واسعة النطاق مثل تلك في منطقة تقتصر فيها الحركة على طريق سريع واحد ومجموعة من المدقات والوديان التي يرتادها البدو وغيرهم من السكان المحليين في المنطقة.

## مطالب الفدية
لم تظهر أية تصريحات رسمية حول مطالب الفدية من الخاطفين، والذين كان يعتقد أنهم مجموعة من أعضاء المنظمة السلفية للصلاة والجهاد (وهي مشهورة بالاختصار باللغة الفرنسية GSPC، والتي تعني Groupe Salafiste pour la Predication et le Combat)، وهي مجموعة ميليشيات إسلامية ترتبط بصلات بتنظيم القاعدة. وفي الرابع من مايو، أقرت الحكومة الجزائرية أنها تجري محادثات منذ عدة أسابيع. ورغم أن البيان الذي أصدره وزير السياحة الأخضر درباني لم يحدد الجهة التي يتفاوض معها المسئولون، إلا أنه كان بمثابة تأكيد غير مباشر للمرة الأولى أن السياح تم اختطافهم، بدلاً من تكرار الاتجاه الحكومي السابق بأن السياح قد فقدوا. ويقال أن وزير الخارجية الألماني يوشكا فيشر قد عقد محادثات مع الرئيس الجزائري حول الجهود المبذولة للعثور على السياح.

## إطلاق سراح المجموعة الأولى
تم إطلاق سراح مجموعة من 17 رهينة من خلال هجوم تم في السابع عشر من مايو. وقد قال الجيش الجزائري إن رجاله قاموا بتحرير المجموعة بعد «تبادل لإطلاق النار لفترة وجيزة»، إلا أن صحيفة الوطن الجزائرية قالت إنه تم إطلاق سراح الرهائن بعد معركة أدت إلى مقتل 9 من الآسرين في تبادل لإطلاق النار استمر على مدار عدة ساعات. ويقال أن الجيش قد وجد الأسرى في مجموعتين في وديان ضيقة إلى الغرب من إليزي وفي منطقة غريس، إلى الجنوب الغربي من قاعدة أمجويد العسكرية وعلى مسافة 300 كم من الجنوب الشرقي من مدينة عين صلاح. وقد قال الجيش الجزائري إن الإرهابيين الذين قتلوا في تلك الهجمة كانوا أعضاء في المنظمة السلفية للصلاة والجهاد. كما قال إن المجموعة الثانية والمكونة من 15 رهينة محتجزون في هضبة تمليريك (وادي سامين)، على مسافة 60 كيلومترًا إلى الجنوب الغربي من إليزي في جنوب شرق الجزائر، والتي أصبحت في ذلك الحين معرضة لخطر أكبر. وقد عبرت ألمانيا والسويد عن الاستياء من استخدام القوة.

## إطلاق سراح المجموعة الثانية
بعد إطلاق سراح المجموعة الأولى، تحركت المجموعة الثانية المكونة من 15 رهينة لمغادرة هضبة تمليريك في منتصف مايو. وقد توجهوا في البداية نحو الشمال إلى عرق أساسواني، ثم ناحية الغرب إلى هضبة في الشمال الغربي من أمجويد، حيث قضوا عدة أسابيع في كل موقع. وقد تواصلت الجزائر مع الخاطفين بعد استخدام طائرات الهليكوبتر لإلقاء منشورات على المنطقة تنص على أن «السلطات مستعدة للسماح لجميع الخاطفين بالمغادرة بحرية بشرط أن يتم إطلاق سراح الخمس عشرة رهينة بسلام وفي أسرع وقت ممكن». وبعد عدة أيام من ذلك، أصيبت القوات الأمنية بالدهشة عندما تلقوا ردًا بأن الخاطفين «على استعداد للتفاوض» طالما أن سلامتهم كانت مضمونة. ولكن في الواقع، منح الجزائريون لأفراد المنظمة السلفية للصلاة والجهاد ممرًا آمنًا مع الرهائن لمغادرة البلاد من الجنوب للوصول إلى مالي بالقرب من تيمياوين في أواخر يونيو أو بدايات يوليو. وفي مالي، كان من المتوقع أن يتم تسريع المفاوضات التي ترمي إلى إطلاق سراح الرهائن. وخلال تلك السلسلة من التنقلات، وأثناء التواجد في أحد المخابئ إلى الجنوب الشرقي من عين صلاح، توفيت الرهينة الألمانية مايكيلا سبيتسر فجأة بسبب التعرض لضربة شمس. فقد كان صيف عام 2003 صيفًا حارًا بشكل استثنائي، سواء في أوروبا أو في الصحراء الكبرى، وكانت المناطق المنخفضة في عين صلاح أكثر المناطق ارتفاعًا في درجة الحرارة في الجزائر.
وبعد التنقل بين منطقة إيفوغاس في شمال شرقي مالي وتاوديني إلى الشمال الغربي، وبمساعدة الوسطاء أو المفاوضين من طوارق الإيفوغاس تحت قيادة قائد المتمردين السابق، إياد أغ غالي، تم إطلاق سراح المجموعة المتبقية، بعد البقاء في الأسر لمدة خمسة أشهر، في السابع عشر من أغسطس.

## هل تم دفع فدية؟
رفضت الحكومة الألمانية الرد على المزاعم التي كانت تقول بأنه تم دفع فدية، إلا أن المراسلين الصحفيين قالوا إنه تم دفع فدية حوالي 5 ملايين يورو إلى الخاطفين من خلال حكومة مالي نيابة عن ألمانيا، حيث تقوم ألمانيا بدفعها إليها بعد ذلك في شكل مساعدة تنموية مستقبلية. ومن المعروف الآن أن المنظمة السلفية للصلاة والجهاد كانت مسئولة عن عملية الاختطاف. وبعد عدة أشهر في شمالي مالي، فر قائد الخاطفين، الجندي السابق عماري صيفي («إل بارا») إلى الشرق عبر النيجر، إلا أنه تعرض للقتال والأسر من قبل متمردي حركة الحرية والعدالة في تشاد (MDJT) في تايبستي شمالي تشاد. وقد تم تسليمه في نهاية المطاف إلى الجزائريين، إلا أنه لم تتم محاكمته حتى الآن، مما يثير وجود تواطؤ جزئي على الأقل من الحكومة الجزائرية أو الخدمات السرية لقسم الاستخبارات والأمن (DRS) في عمليات الخطف. وتعد المنظمة السلفية للصلاة والجهاد واحدة من مجموعتين إرهابيتين إسلاميتين كانتا تقاتلان من أجل الإطاحة بالحكومة الجزائرية المدعومة من الجيش في تمرد وحشي دام على مدار عدة سنوات أدى إلى مقتل 100 ألف شخص. وفي عام 2007، غيرت المنظمة السلفية للصلاة والجهاد اسمها ليصبح تنظيم القاعدة في بلاد المغرب الإسلامي (AQIM)، والذي كان مسئولاً عن تفجير السيارتين في الجزائر العاصمة في الثاني عشر من ديسمبر عام 2007، والذي استهدف المحكمة العليا ومكاتب المفوضية العليا للأمم المتحدة لشئون اللاجئين.
وقد كانت تلك الحالة هي أول حالة يتم اختطاف أجانب فيها من أجل الحصول على فدية في الصحراء الكبرى، إلا أنه على مدار الحقبة التالية، تم خطف العشرات من السياح وغيرهم من المسافرين أو العاملين في الصحراء الكبرى وأسرهم في شمال مالي على يد تنظيم القاعدة في بلاد المغرب الإسلامي وغيره من المجموعات الجهادية. وكان يتم إطلاق سراح أغلبهم بعد أن يتم دفع الفدية أو بعد تبادل السجناء.